# Габелия, Бадга Павлович
Бадга Павлович Габелия (1905 год, село Гагида, Сухумский округ, Кутаисская губерния, Российская империя — неизвестно, село Гагида, Гальский район, Абхазская АССР, Грузинская ССР) — звеньевой колхоза имени Кецховели Гальского района Абхазской АССР, Грузинская ССР. Герой Социалистического Труда (1948).

## Биография
Родился в 1905 году в крестьянской семье в селе Гагида Сухумского округа.
С раннего детства трудился в сельском хозяйстве. Во время коллективизации вступил в колхоз имени Кецховели Гальского района. Трудился рядовым колхозником, в последующие годы был назначен звеньевым полеводческого звена.
В 1947 году звено под его руководством собрало в среднем с каждого гектара по 70,1 центнеров кукурузы на участке площадью 3 гектара. Указом Президиума Верховного Совета СССР от 21 февраля 1948 года удостоен звания Героя Социалистического Труда за «получение высоких урожаев кукурузы и пшеницы в 1947 году» с вручением ордена Ленина и золотой медали «Серп и Молот» (№ 658).
Этим же Указом званием Героя Социалистического Труда был награждён труженик колхоза имени Кецховели звеньевая Чучули Антоновна Джобава.
После выхода на пенсию проживал в родном селе Гагида. Дата смерти не установлена.